# La Paloma (Schiff, 1997)
Das Fahrgastschiff La Paloma war der bisher größte Schiffsneubau der Deutschen Industrie-Werke am Werftstandort Berlin-Spandau an der Straße Freiheit und zum Zeitpunkt der Indienststellung 1997 das größte deutsche Tagesausflugsschiff östlich des Rheins. Auftraggeber war das Unternehmen River Line Berlin, Schifffahrtsgesellschaft mbh & Co. KG.

## Geschichte
Mit dem Bau der La Paloma erhielten die Deutschen Industrie-Werke (DIW) an der Freiheit in Berlin-Spandau den größten Auftrag seit vielen Jahren und knüpften damit an eine lange Schiffbautradition in Spandau an. Die Kiellegung des Schiffes fand am 4. November 1996 mit der Baunummer 186 statt. Mit der Kiellegung wurde ein erstes, zehn Meter langes und 11,40 Meter breites Kielstück, eine von sieben Doppelbodensektionen mit einem Gewicht von 18 Tonnen, an seinem Platz aufgepallt. Die Baukosten des Schiffes betrugen 8,5 Millionen DM. Ende April 1997 wurde das Schiff an den Eigner, die River Line Schifffahrts GmbH, übergeben. Aufgrund der Größe und Breite des Schiffes war es jedoch auf der Spree-Oder-Wasserstraße und der Unteren Havel-Wasserstraße sehr eingeschränkt einsetzbar. Die La Paloma wurde im April 2004 an die Stern und Kreisschiffahrt GmbH Berlin, ein Unternehmen der Stern + Kreis Hegemann Touristik, verkauft. Im Jahr 2012 wurde das Schiff an das Unternehmen Navitours S.à.r.l. im luxemburgischen Remich, das auf eine über 100-jährige Tradition als Schifffahrtsunternehmen zurückschauen kann, veräußert und von seinem Liegeplatz auf dem Berliner Wannsee zur Mosel überführt, was aufgrund der Höhe der Schiffsaufbauten eine gewisse Herausforderung darstellte, musste das Schiff doch, um die zahlreichen Brücken unterwegs passieren zu können, über 50 Zentimeter abgesenkt werden. Angekommen auf der Mosel, erhielt es den Namen River Diva.

## Das Schiff
Das Schiff wurde als Einsalonschiff konzipiert. Die Länge des Fahrgastraumes beträgt 71 Meter und er ist über 10 Meter breit. Die La Paloma wurde speziell für Konferenzen, Tagungen, Bälle und ähnliche Großveranstaltungen gebaut. Entsprechend wurde sie mit dem speziellen Equipment versehen. Je nach Bestuhlung kann sie bis zu 525 Fahrgäste aufnehmen. Zu einem Stehempfang können bis zu 775 Personen das Schiff nutzen. Es gibt drei Bars, eine Klimaanlage und für die Zeit Ende der 1990er moderne Gelegenheiten zum Faxen und Telefonieren sowie Ausrüstung für Simultanübersetzer.